# South Palm Beach
South Palm Beach ist eine Stadt im Palm Beach County im US-Bundesstaat Florida. Das U.S. Census Bureau hat bei der Volkszählung 2020 eine Einwohnerzahl von 1.471 ermittelt.

## Geographie
Die Stadt befindet sich auf einer vorgelagerten langgestreckten Insel am Atlantischen Ozean. Sie grenzt direkt im Norden an Palm Beach, im Westen an Lantana und im Süden an Manalapan. Durch das Stadtgebiet führt die Florida State Road A1A.

## Demographische Daten
Laut der Volkszählung 2010 verteilten sich die damaligen 1171 Einwohner auf 1492 Haushalte, davon sind die meisten als Zweitwohnsitz genutzte Ferienwohnungen. Die Bevölkerungsdichte lag bei 11.710 Einw./km². 97,8 % der Bevölkerung bezeichneten sich als Weiße, 0,4 % als Afroamerikaner, 0,1 % als Indianer und 0,8 % als Asian Americans. 0,3 % gaben die Angehörigkeit zu einer anderen Ethnie und 0,7 % zu mehreren Ethnien an. 4,6 % der Bevölkerung bestand aus Hispanics oder Latinos.
Im Jahr 2010 lebten in 2,8 % aller Haushalte Kinder unter 18 Jahren sowie 67,1 % aller Haushalte Personen mit mindestens 65 Jahren. 44,9 % der Haushalte waren Familienhaushalte (bestehend aus verheirateten Paaren mit oder ohne Nachkommen bzw. einem Elternteil mit Nachkomme). Die durchschnittliche Größe eines Haushalts lag bei 1,58 Personen und die durchschnittliche Familiengröße bei 2,14 Personen.
2,7 % der Bevölkerung waren jünger als 20 Jahre, 8,4 % waren 20 bis 39 Jahre alt, 18,2 % waren 40 bis 59 Jahre alt und 70,7 % waren mindestens 60 Jahre alt. Das mittlere Alter betrug 69 Jahre. 46,5 % der Bevölkerung waren männlich und 53,5 % weiblich.
Das durchschnittliche Jahreseinkommen lag bei 62.589 $, dabei lebten 5,9 % der Bevölkerung unter der Armutsgrenze.
Im Jahr 2000 war Englisch die Muttersprache von 92,96 % der Bevölkerung, finnisch sprachen 3,90 % und 3,12 % sprachen französisch.